# High Voltage (canción)
«High Voltage» es una canción y un sencillo de la banda australiana de hard rock AC/DC. Fue lanzada por primera vez en Australia como sencillo en julio de 1975, y es la octava canción de su segundo álbum T.N.T.. High Voltage fue escrita por Angus Young, Malcolm Young, y Bon Scott. La canción alcanzó el puesto N º 48 en el UK Singles Chart en 1980.
High Voltage comparte su nombre con la primera álbumes australianos e internacionales de la banda. Es la novena y última canción en la versión internacional de T.N.T., lanzado en mayo de 1976. High Voltage también fue lanzada como sencillo en el Reino Unido y en varios países de Europa en 1976. 

## Popularidad y presentaciones en vivo
High Voltage es una de las canciones más populares de AC/DC y se ha incluido en cuatro de los cinco discos en vivo oficiales de la banda: If You Want Blood (You've Got It) (cantada por Bon Scott, 1978), Live: 2 CD Collector's Edition (cantada por Brian Johnson, 1992),  Live from the Atlantic Studios(Scott, 1977) y Let There Be Rock: The Movie (Scott, 1979) - estos dos últimos fueron lanzados en 1997 como parte del box set Bonfire. 
En los conciertos, esta canción se ha convertido en todo un éxito y es cantada con la multitud. En el puente donde el cantante original de la canción, Bon Scott, canta I said high, I said high, esta se ha ampliado, donde ambos cantantes Bon Scott y Brian Johnson repiten la palabra "high" en volumen cada vez mayor y el tono alto, para que la multitud responda con "high" más fuerte también. Esto es seguido por un ritmo discreto respaldo de varios minutos, mientras que Angus Young hace algunas improvisaciones en la guitarra. 
Durante el Black Ice Tour, en 2010, fueron proyectadas imágenes del fallecido Bon Scott en las pantallas del escenario durante la actuación del coro de la canción para conmemorar el 30 aniversario de su muerte.

## Lista de canciones

### VersiónAustralia
Todas las letras escritas por Angus Young y Malcolm Young, toda la música compuesta por AC/DC. 
| Lanzamiento promocional |        |          |  |
| N.º                     | Título | Duración |  |

### VersiónReino UnidoyEuropa
Todas las letras escritas por Angus Young y Malcolm Young, toda la música compuesta por AC/DC. 
| Lanzamiento promocional |        |          |  |
| N.º                     | Título | Duración |  |

## Posicionamiento en las listas
| Año  | Sencillo       | Chart            | Posición |
| ---- | -------------- | ---------------- | -------- |
| 1980 | "High Voltage" | UK Singles Chart | 48       |

## Personal
- Bon Scott – voz
- Angus Young – guitarra
- Malcolm Young – guitarra rítmica, voz secundaria
- Mark Evans – bajo, voz secundaria
- Phil Rudd – batería